# 夢造者娛樂
夢造者娛樂（infinitusfilms）是2015年成立的電影製作及電影項目管理公司，於香港、吉隆坡、北京及台北均設有办公室。馬來西亞成功集團的陳永欽拿督斯里爲夢造者娛樂有限公司集團主席，製作團隊则由劉德華负责。

## 电影
- 2016 《賭城風雲III》、《偷天特務》
- 2017 《J Revolusi》、《追龍》、《拆彈專家》、《俠盜聯盟》
- 2018 《Hantu Kak Limah》
- 2019 《掃毒2之天地對決》、《Sangkar》
- 2020 《熱血合唱團》、《拆彈專家2》[2]
- 2023 《潛行》